# StopFisha
 (juin 2025).
 (juin 2025).
 (juin 2025).
La mise en forme du texte ne suit pas les recommandations de Wikipédia : il faut le « wikifier ».
Les points d'amélioration suivants sont les cas les plus fréquents. Le détail des points à revoir est peut-être précisé sur la page de discussion.
- Les titres sont pré-formatés par le logiciel. Ils ne sont ni en capitales, ni en gras.
- Le texte ne doit pas être écrit en capitales (les noms de famille non plus), ni en gras, ni en italique, ni en « petit »…
- Le gras n'est utilisé que pour surligner le titre de l'article dans l'introduction, une seule fois.
- L'italique est rarement utilisé : mots en langue étrangère, titres d'œuvres, noms de bateaux, etc.
- Les citations ne sont pas en italique mais en corps de texte normal. Elles sont entourées par des guillemets français : « et ».
- Les listes à puces sont à éviter, des paragraphes rédigés étant largement préférés. Les tableaux sont à réserver à la présentation de données structurées (résultats, etc.).
- Les appels de note de bas de page (petits chiffres en exposant, introduits par l'outil «  Source ») sont à placer entre la fin de phrase et le point final[comme ça].
- Les liens internes (vers d'autres articles de Wikipédia) sont à choisir avec parcimonie. Créez des liens vers des articles approfondissant le sujet. Les termes génériques sans rapport avec le sujet sont à éviter, ainsi que les répétitions de liens vers un même terme.
- Les liens externes sont à placer uniquement dans une section « Liens externes », à la fin de l'article. Ces liens sont à choisir avec parcimonie suivant les règles définies. Si un lien sert de source à l'article, son insertion dans le texte est à faire par les notes de bas de page.
- La présentation des références doit suivre les conventions bibliographiques. Il est recommandé d'utiliser les modèles {{Ouvrage}}, {{Chapitre}}, {{Article}}, {{Lien web}} et/ou {{Bibliographie}}. Le mode d'édition visuel peut mettre en forme automatiquement les références.
- Insérer une infobox (cadre d'informations à droite) n'est pas obligatoire pour parachever la mise en page.

Pour une aide détaillée, merci de consulter Aide:Wikification.
Si vous pensez que ces points ont été résolus, vous pouvez retirer ce bandeau et améliorer la mise en forme d'un autre article.
L'association #StopFisha est une association féministe de lutte contre le cybersexisme, les cyberviolences sexistes et sexuelles crée le 11 novembre 2020.
L’association se concentre sur quatre missions principales :  l'accompagnement des victimes ;  le signalement de contenus haineux et/ou humiliants en ligne, à travers un processus de signalements prioritaires auprès des plateformes ; la sensibilisation aux enjeux et mécanismes des cyberviolences et un plaidoyer à l’échelle nationale, européenne et internationale.

## Historique
Lors du premier confinement international en mars 2020, l’activiste féministe Shanley Clemot McLaren alerte sur la prolifération de comptes fisha (verlan du terme “affiche”). Ces comptes ont pour but de publier et diffuser les contenus intimes/à caractère sexuel principalement de jeunes filles et de femmes, sans leur consentement, accompagnés de leurs données personnelles (nom, prénom, âge, établissement scolaire, adresse, numéro de téléphone, etc). Ils ont pour objectif “d’afficher” en masses des contenus privés, dans le but d'humilier ou de nuire aux personnes victimes. Si ce type de comptes existaient avant le confinement, c’est au début de celui-ci que les comptes fisha ont massivement profiléré sur Snapchat, Instagram, X ou encore Telegram.
Ces comptes sont pour beaucoup répertoriés par quartier, ville, département français ou même encore par pays (ex : fisha92, fisha78, fishamarseille, etc). Face à la duplicité et à la viralité des comptes fisha à l’échelle nationale, Shanley fait de nombreux signalements, en vain. Elle lance finalement l’alerte sur les réseaux sociaux à travers le hashtag ‘#StopFisha’. Ce hashtag avait à la fois pour objectif d’apporter un soutien direct aux victimes et de montrer qu’elles n’étaient  pas seules, de communiquer et centraliser le peu de ressources pour se protéger et se défendre, ainsi que d’alerter l’opinion publique, appeler à davantage de modération des plateformes, et à une réaction des pouvoirs publics. De cette alerte, un mouvement social, féministe, numérique s'est lancé, et Shanley a été rejointe par des dizaines de personnes venant des quatre coins de la France, ainsi que d’autres pays, afin de mobiliser des outils et collectivement agir contre cette explosion du cybersexisme, qui ne cessait de s’amplifier, et pouvait réunir jusqu’à 230 000 individus sur un même groupe.[réf. nécessaire]
Au cours de l’année 2020, le collectif  #StopFisha reçoit de la part de victimes et témoins de nombreuses demandes d’aide. #StopFisha mène des actions de signalement envers les comptes et contenus illicites. Par ces actions, de nombreux comptes et groupes, tous réseaux sociaux confondus, ont été supprimés. Menant une véritable « guerre numérique »,  plusieurs membres du mouvement ont reçu des menaces d’hommes faisant partie ou dirigeant des comptes-groupes fisha[réf. nécessaire].
Le 11 novembre 2020, le collectif #StopFisha devient une association loi 1901, co-fondée par douze femmes, dont Rachel-Flore Pardo,.
Le 26 octobre 2021, l’association a rédigé et publié le premier ouvrage européen et l’un des premiers internationaux sur la thématique du cybersexisme en ligne, intitulé : “Combattre le cybersexisme”, aux éditions LEDUC.

## Activité
Depuis 2020, l’association #StopFisha lutte contre le cybersexisme. Elle est l’une des premières organisations de la société civile dans le monde à lutter contre les cyberviolences sexistes et sexuelles.

### Les signalements
Considéré comme “Partenaire de confiance” de plusieurs plateformes, #StopFisha dispose de canaux de communication direct afin de transmettre des signalements à traiter de manière prioritaire, et ainsi, procéder au retrait rapide de contenus haineux en ligne. L’association propose d’un formulaire de signalement, disponible sur son site et sur ses réseaux sociaux, permettant d’appuyer ou d'accélérer la suppression de contenus de victimes. L’activité de l’association se concentre à l’échelle nationale et se développe à l’international en parallèle, devenant une ressource pour les victimes et témoins non-français et non-francophones.

### L'accompagnement juridique et psychologique
L’association propose en continu un accueil en ligne confidentiel et gratuit via ses réseaux sociaux, son site internet et son e-mail, qui peut se poursuivre par un accompagnement psychologique ou par des conseils juridiques gratuits,.

### La sensibilisation
L’association sensibilise tout type de public sur les rouages de la modération, les mécanismes des violences en ligne, ne culpabilise pas les victimes et ait des outils et ressources pour prévenir et lutter contre les cyberviolences. 
L’association participe à la co-création d’outils de lutte contre les cyberviolences.

### Le plaidoyer national, européen et international
Le plaidoyer mené par l'association en matière de lutte contre le cybersexisme fait écho à l’échelle nationale, européenne, et internationale afin de promouvoir davantage de moyens pour la défense des droits numériques de genre[réf. nécessaire].

## Distinctions et prix
StopFisha a reçu deux distinctions particulières en gage de son fort engagement contre les cyberviolences de genre :
- le prix ‘Accélérateur d’égalité’ d’ONU Femmes France en 2021, en marge du Forum Génération Égalité, avec l’obtention du label ‘Génération Égalité’[15].
- le prix Simone de Beauvoir pour la liberté des femmes en 2025[16]

## Présence médiatique
Depuis 2020, #StopFisha répond aux médias internationaux tels que Euronews, UN of Human Rights ; nationaux tels que Le Monde,, France TV Info, France TV Slash, Radio France, Brut, Madmoizelle, So Good, BFMTV, TF1, Actu.fr, France 2 (Infrarouge), France 24, Médiapart, M6, C8, NOVA, Mr Mondialisation, Marie Claire ; locaux tels que le 7, la Nouvelle République, France 3 Centre-Val de Loire, Ouest France; afin de décrypter les mécanismes des cyberviolences, d’alerter sur les cyberviolences et notamment le cybersexisme.

## Ressources

### Ouvrages
- Combattre le cybersexisme. #StopFisha, editions leduc
- Formés à la haine des femmes. Pauline Ferrari, éditions-jclattes.fr
- 'Technoféminisme, Comment le numérique aggrave les inégalités. Mathilde Saliou, Grasset
- Politiser les cyberviolences. Féministes VS Cyberharcèlement, le cavalier bleu
- Selfie. Comment le capitalisme contrôle nos corps. Jennifer Padjemi
- Féminisme et réseaux sociaux. Elvire Duvelle-Charles
- Vivre pour les caméras. Constance Vilanova, éditions-jclattes.fr
- Juste une histoire de nudes. Aliya Chartier
- Espace, genre et violences conjugales. Ce que révèle la crise de la covid-19. Marion Tillous

### Articles universitaires
- IFOP & Lemon. La gestion des ex sur les réseaux sociaux. 6 novembre 2023.

- IPSOS & Féministes VS Cyberharcèlement. Cyberviolences et cyberharcèlement : le vécu des victimes. 15 décembre 2022.
- Waldispuehl Elena. “Cybersurveiller et cyberharceler les féministes jusqu’à l’épuisement comme stratégie d’action des réseaux antiféministes en France et au Québec. 2024.
- Hare I., Olivesi A., Analyser les cyberviolences au prisme du genre, Questions de communication 2021/2 (n° 40), pages 319 à 336
- Simruy Ikiz, Les violences à l’encontre des femmes sur les réseaux sociaux, Topique 2018/2 (n° 143), pages 125 à 138
- Pape Momar Niang et Rasha Nagem (2018). « Les cyberviolences genrées, sexistes et sexuelles chez les jeunes », Terminal, 123.
- Richard, G. (2020). Chapitre III. La performance du genre et de l’hétérosexualité dans le cyberespace. Dans S. Couchot-Schiex et B. Moignard Jeunesse, genre et violences 2.0 : Des filles et des garçons face aux cyberviolences à l'école (p. 85-110). L'Harmattan.
- Charton, L., & Bayard, C. (2021). Les cyberviolences : un survol de la littérature récente. Dans C. Metz & A. Thévenot (Dirs.). Paris : Hermann.
- Couchot-Schiex, S. et Moignard, B. (dir.) (2020). Jeunesse, genre et violences 2.0 : Des filles et des garçons face aux cyberviolences à l'école. L'Harmattan.

### Outils contre les cyberviolences
- Guides de Echap - Association de lutte contre les cyberviolences sexistes
- Guide de Féministes VS Cyberharcèlement
- Centre Hubertine Auclert, Que dit la loi face aux cyberviolences conjugales? 2022
- Centre Hubertine Auclert, Rapport “Cyberviolences conjugales”, 2018 (mise à jour en février 2023)
- Centre Hubertine Auclert, Suis-je victime de cyberviolences conjugales ? 2023
- Le Cyber Repère